# Spectrum (album de Billy Cobham)
 (août 2019).
Si vous disposez d'ouvrages ou d'articles de référence ou si vous connaissez des sites web de qualité traitant du thème abordé ici, merci de compléter l'article en donnant les références utiles à sa vérifiabilité et en les liant à la section « Notes et références ».
Pour les articles homonymes, voir Spectrum.
Albums de Billy Cobham
Crosswinds (en)
(1974)
Spectrum est le premier album solo de Billy Cobham, sorti le 1er octobre 1973.  Les pistes du titre Stratus issu de cet album, et particulièrement sa ligne de basse, ont servi d'échantillonnage de base pour la chanson Safe from Harm de Massive Attack.

## Titres
1. Quadrant 4
2. Searching for the Right Door
3. Spectrum
4. Anxiety
5. Taurian Matador
6. Stratus
7. To the Women in my Life
8. Le Lis
9. Snoopy's Search
10. Red Baron

Billy Cobham est crédité comme auteur de tous les titres.  Les pistes du titre Stratus issu de cet album, et particulièrement sa ligne de basse, ont servi d'échantillonnage de base pour la chanson Safe from Harm de Massive Attack. 

## Personnel
- Billy Cobham : batterie, percussions
- Tommy Bolin : guitare
- John Tropea : guitare (sur Le Lis)
- Ron Carter : basse acoustique
- Lee Sklar : basse électrique
- Jan Hammer : claviers
- Joe Farrel : flûte et saxophones
- Jimmy Owens : bugle et trompette
- Ray Baretto : congas